# Risia Bazar
Risia Bazar là một thị xã và là một nagar panchayat của quận Bahraich thuộc bang Uttar Pradesh, Ấn Độ.

## Nhân khẩu
Theo điều tra dân số năm 2001 của Ấn Độ, Risia Bazar có dân số 11.128 người. Phái nam chiếm 52% tổng số dân và phái nữ chiếm 48%. Risia Bazar có tỷ lệ 43% biết đọc biết viết, thấp hơn tỷ lệ trung bình toàn quốc là 59,5%: tỷ lệ cho phái nam là 49%, và tỷ lệ cho phái nữ là 36%. Tại Risia Bazar, 19% dân số nhỏ hơn 6 tuổi.